# Gand-Wevelgem 1964
 (novembre 2021).
La 26e édition de Gand-Wevelgem a eu lieu le 3 mars 1964. La course est remportée par le Français Jacques Anquetil (Saint Raphael-Gitane-Campagnolo) qui parcourt les 233 kilomètres en 5 h 36 min 20 s.

## Déroulement de la course
Un peloton de 32 coureurs se présente à l'arrivée à Wevelgem. Le sprint est remporté par Jacques Anquetil qui devient le premier Français vainqueur de cette course.

## Classement final
| Place | Coureur              | Équipe                          | Temps           |
| ----- | -------------------- | ------------------------------- | --------------- |
| 1     | Jacques Anquetil     | Saint Raphael-Gitane-Campagnolo | 5 h 36 min 20 s |
| 2     | Yvo Molenaers        | Wiel's-Groene Leeuw             | à 1 s           |
| 3     | Rik Van Looy         | Solo-Superia                    | à 3 s           |
| 4     | Benoni Beheyt        | Wiel's-Groene Leeuw             | m.t.            |
| 5     | Peter Post           | Flandria-Romeo                  | m.t.            |
| 6     | Jan Janssen          | Pelforth-Sauvage-Lejeune        | m.t.            |
| 7     | Georges Vandenberghe | Flandria-Romeo                  | m.t.            |
| 8     | Joseph Wouters       | Libertas                        | m.t.            |
| 9     | Noël Foré            | Flandria-Romeo                  | m.t.            |
| 10    | Lode Troonbeeckx     | Dr. Mann                        | m.t.            |